# Народна библиотека „Бранко Ћопић“ у Чајничу
Народна библиотека „Бранко Ћопић“ у Чајничу представља културну установу на простору општине Чајниче као значајн фактор у култури и образовању на овим просторима. Библиотека се налази у улици Краља Петра I Ослободиоца б.б. Ради у библиотечкој мрежи под контролом матичне библиотеке Српске централне библиотеке "Просвјета" у Фочи.

## Историјат
Народна Библиотека „ Бранко Ћопић“ Чајниче, почела је са радом још 1964. године. На почетку рада имала је око 2 500 наслова. У мају мјесецу 1978. године прелази у садашње просторије у Дому културе. До 1998. године радила је у саставу Дома културе, а од наведене године ради самостално. Када се одвојила од Дома културе Библиотека „Бранко Ћопић“ имала је око 14 000 књига, данас има преко 25 000 књига. Све књиге су разврстане по свјетском УДК систему. Библиотека има један Азбучни лиснати каталог у току је увођење књига у рачунар.
Од пратеће опреме поред осталог има и 10 рачунара, копир-апарат има модерно дјечије одјељење са интернетом и кабловском телевизијом. Библиотека има 1 просторију од 100 м2 гдје су смјештене полице са књигама и читаоница са преко 30 мјеста, гдје се могу читати књиге и дневна штампа ( Глас Српске и Спорт).
Библиотека има 5 запослених. Од тога три дипломирана библиотекара.
Народна библиотека „Бранко Ћопић“ у Чајничу је посебно значајна када је ријеч о културних дешавања у општини Чајниче. Она има изражену едукативну функцију, јер поред књижевних вечери, промоција и изложбе књига, у оквиру интетнет центра, пружа могућност за информатичко образовање, израду семинарских и дипломских радова, те организовање педавања од којих нарочито млади имају користи. Располаже са савременом, опремом и намјештајем и уз још неколико корекција, постиће се апсолутна модернизација.
Поводом Свјетског дана књиге и ауторских права, Народна библиотека „Бранко Ћопић“ у Чајничу организовала је посјете малишана из Дјечијег обданишта као и посјете ђака других разреда Основне школе „Јован Дучић“. Том приликом малишани су читали текстове из књига прилагођене њиховом узрасту, јер читање је један од најбољих начина да се дође до нових знања, спознаја и одређених искустава која су нам веома корисна. Број чланова се креће од 250-300 у дјечијем одјељењу, а сличан број је и у одјељењу за одрасле. Оквирно гледано тај број је око 500 читалаца годишње.
Данас је библиотека једина јавна културна установа у Чајничу. Јавна установа Народна библиотека "Бранко Ћопић" је отворена за све под једнаким условима. Узимала је учешће у низу семинара, од којих је један био у Српској централној библиотеци "Просвјета".

## Организација
Основне организационе јединице Библиотеке су:
- Дјечије одјељење
- Одјељење за одрасле